# Pigeonnier des Dervallières
Le pigeonnier des Dervallières est un colombier désaffecté de Nantes, en Loire-Atlantique, France.

## Description
Le pigeonnier s'élève sur le côté nord de la place Vincent-Auriol, au débouché de la rue Nicolas-Poussin et du boulevard Jean-Ingres, sur un petit promontoire circulaire gazonné et fleuri, dominé par les immeubles des Dervallières.
Il s'agit d'un édifice cylindrique en schiste, granite, tuffeau et brique, surmontée d'une coupole à lanternon.

## Historique
Le pigeonnier est érigé au XVIIe siècle. Il fait alors partie du domaine des Dervallières, un vaste domaine qui s'étend à l'ouest de Nantes. Le château est détruit dans les années 1960 : le pigeonnier est l'un des seuls vestiges subsistants, avec une partie du parc, le bassin et la façade du pavillon central.
Le pigeonnier, ainsi qu'une zone circulaire de 17 m autour de l'édifice, sont classés par arrêté le 22 août 1934. Le site classé s'étend sur 0,26 ha.